# Вернон Тауншип (Нью-Джерсі)
Вернон Тауншип (англ. Vernon Township) — селище (англ. township) в США, в окрузі Сассекс штату Нью-Джерсі. Населення — 22 358 осіб (2020).

## Демографія
Згідно з переписом 2010 року, у селищі мешкали 23 943 особи в 8622 домогосподарствах у складі 6593 родин. Було 10958 помешкань
Расовий склад населення:
| - 95,2 % — білих - 1,4 % — чорних або афроамериканців - 0,8 % — азіатів - 0,2 % — корінних американців - 1,1 % — осіб інших рас |

До двох чи більше рас належало 1,4 %. Частка іспаномовних становила 6,4 % від усіх жителів.
За віковим діапазоном населення розподілялося таким чином: 24,3 % — особи молодші 18 років, 67,3 % — особи у віці 18—64 років, 8,4 % — особи у віці 65 років та старші. Медіана віку мешканця становила 40,5 року. На 100 осіб жіночої статі у селищі припадало 102,9 чоловіків;  на 100 жінок у віці від 18 років та старших — 101,2 чоловіків також старших 18 років.
Середній дохід на одне домашнє господарство  становив 97 809 доларів США (медіана — 87 779), а середній дохід на одну сім'ю — 106 490 доларів (медіана — 96 880). Медіана доходів становила 62 299 доларів для чоловіків та 45 263 долари для жінок. За межею бідності перебувало 6,0 % осіб, у тому числі 6,0 % дітей у віці до 18 років та 4,3 % осіб у віці 65 років та старших.
Цивільне працевлаштоване населення становило 12 768 осіб. Основні галузі зайнятості: освіта, охорона здоров'я та соціальна допомога — 21,6 %, роздрібна торгівля — 14,5 %, науковці, спеціалісти, менеджери — 12,8 %.